# Carrer de Cucurulla
El Carrer de Cucurulla és un carrer de Barcelona situat al Barri Gòtic. Comença a la plaça de Cucurulla, al final del carrer de Portaferrissa, i acaba al lloc on comencen l'avinguda del Portal de l'Àngel i on acaba el carrer dels Arcs. Molt probablement, és on vivia Bernat Metge pels volts del 1410.

## Número 4,Casa Bassols-Pignatelli

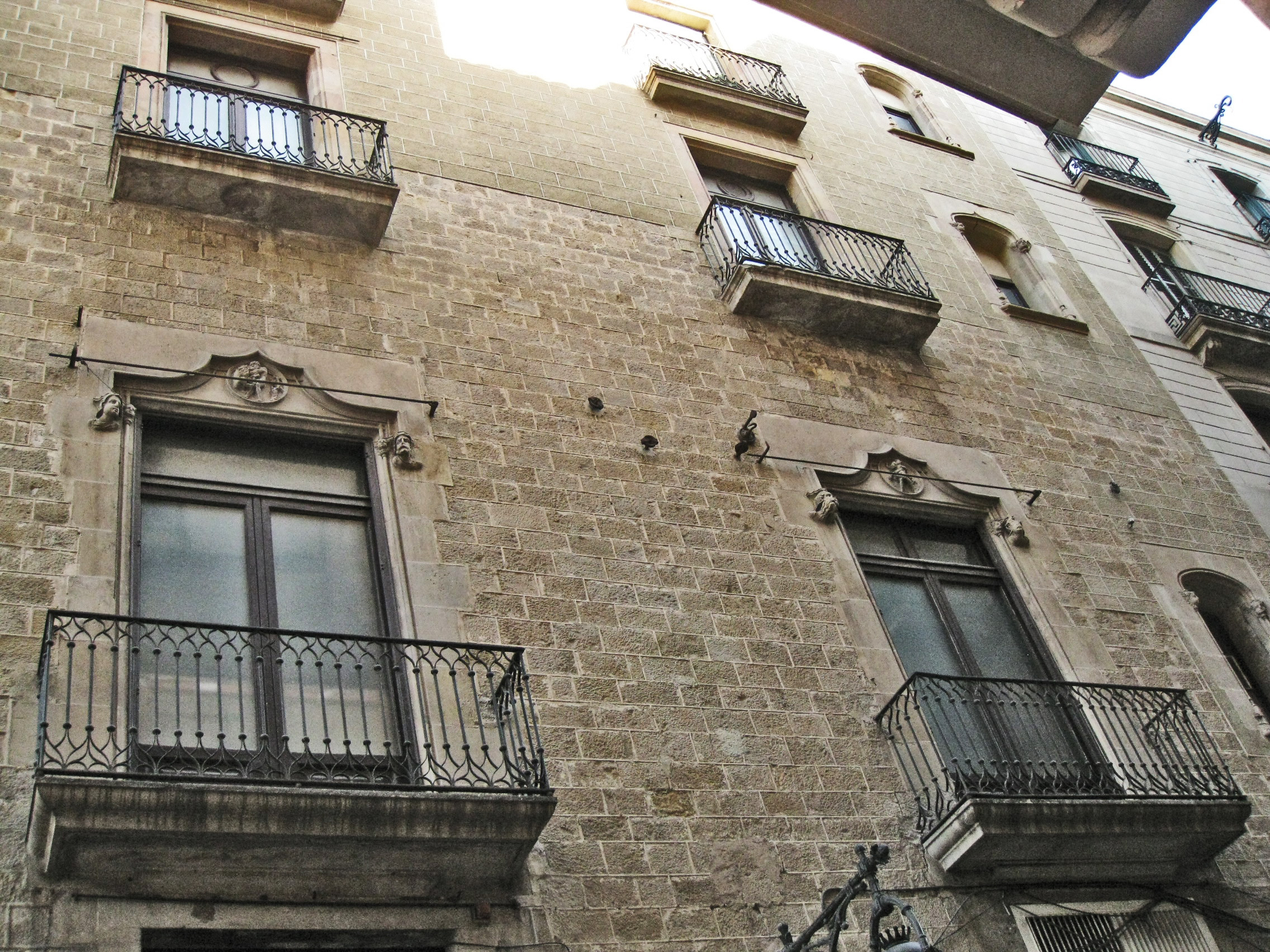
Casa Bassols

Es tracta d'un edifici del segle xvi, que el 1854 Josep Fontserè i Domènech va ampliar amb els dos pisos superiors.
A la façana hi destaquen els notables relleus d'estil renaixentista que coronen els balcons del pis principal, sota un guardapols motllurat amb caparrons a les mènsules. Els relleus són medallons esculpits, algun dels quals sembla representar els treballs d'Hèrcules.
Avui aquesta casa està unida a l'edifici del Reial Cercle Artístic de Barcelona.

## Font de Santa Anna

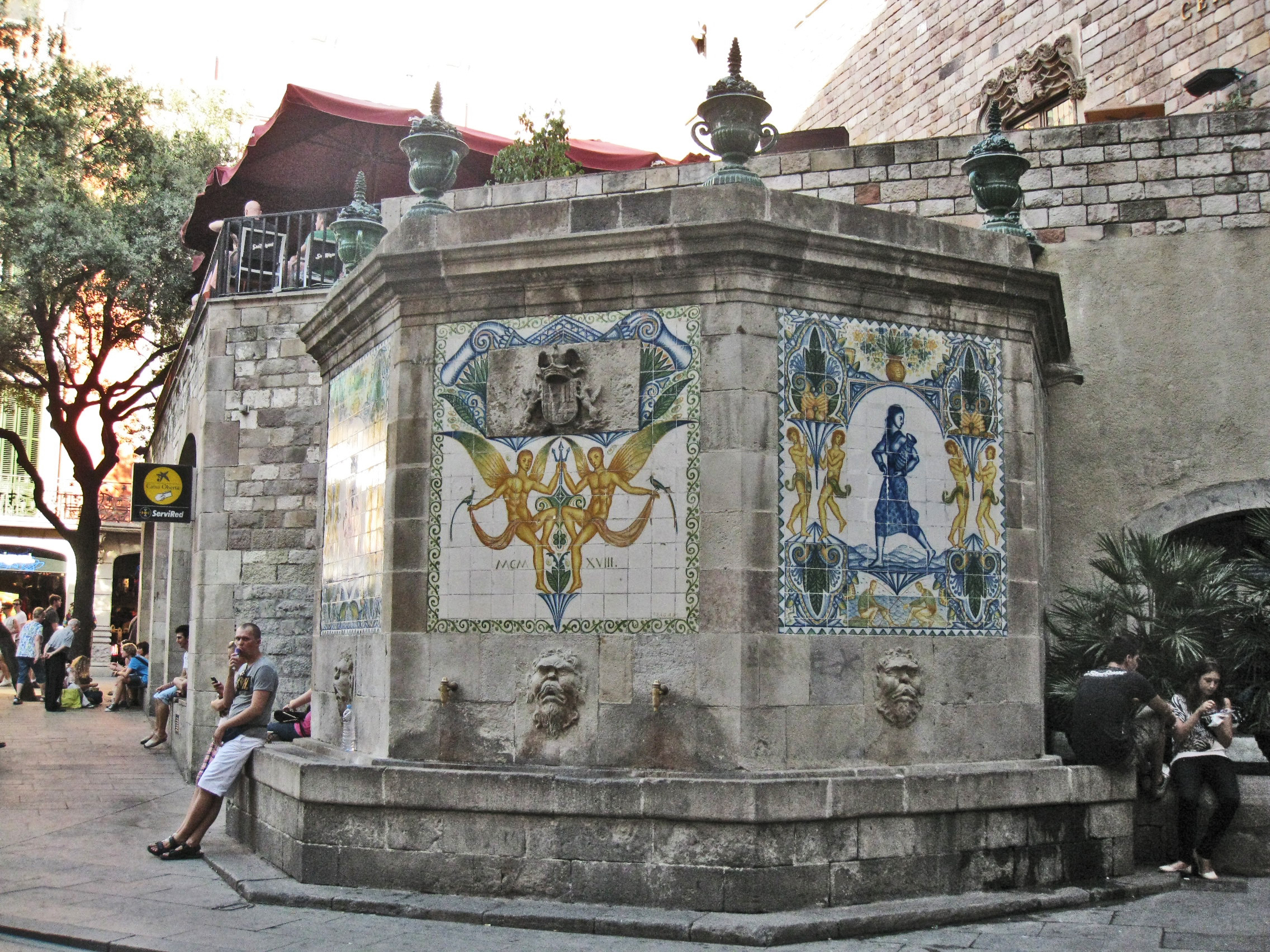
La Font de Santa Anna, vista des del carrer de la Cucurulla i situada davant de la Casa Bassols

Té forma de torre octogonal, fou construïda l'any 1356 i reformada en l'època neoclàssica per Josep Aragay, el qual la decorà deliciosament amb rajoles policromades d'estil noucentista l'any 1918.
És la nota de color de la placeta, tal com ho són les fonts de Santa Maria i de Sant Just, tan antigues com aquesta i les primeres proveïdores públiques d'aigua a la ciutat.

## Abeurador de cavalls
Al darrere de la font i fent cantonada amb el carrer de Cucurulla, encara hi ha l'abeurador per als cavalls que es nodria de l'aigua sobrant de la font.